# Le Clan des irréductibles
Pour plus de détails, voir Fiche technique et Distribution.
Le Clan des irréductibles (Sometimes a Great Notion) est un film dramatique américain coproduit et réalisé par Paul Newman, sorti en 1971. Il s’agit de l’adaptation du roman Et quelquefois j'ai comme une grande idée (Sometimes a Great Notion) de Ken Kesey (1964). Il est le premier film diffusé sur HBO.

## Synopsis
Une famille de bûcherons de l'Oregon, sous l'impulsion de son chef Henry Stamper (Henry Fonda), entre en conflit avec la population locale en refusant de s'associer à la grève générale de la profession. La tension est à son comble lorsque revient à la maison le fils cadet de la famille, Leo (Michael Sarrazin), qui fait remonter à la surface de pénibles souvenirs familiaux.

## Fiche technique
Sauf indication contraire, les informations mentionnées dans cette section peuvent être confirmées par la base de données cinématographiques IMDb,  présente dans la section « Liens externes ».
- Titre original : Sometimes a Great Notion
- Titre français : Le Clan des irréductibles
- Réalisation : Paul Newman
- Scénario : John Gay, d'après le roman Et quelquefois j'ai comme une grande idée (Sometimes a Great Notion) de Ken Kesey
- Direction artistique : Philip M. Jefferies
- Costumes : Edith Head
- Photographie : Richard Moore
- Montage : Bob Wyman
- Musique : Henry Mancini
- Production : John Foreman ; Paul Newman (producteur délégué)
- Société de production : Newman-Foreman Company
- Société de distribution : Universal Pictures
- Pays d'origine :  États-Unis
- Langue originale : anglais
- Format : couleur - 2,35:1 - Mono
- Genre : drame
- Durée : 113 minutes
- Dates de sortie : 
  - États-Unis : 17 décembre 1971 (sortie limitée) ; 2 mars 1972 (sortie nationale)
  - France : 14 avril 1972
- Affiche : Jacques Vaissier (France)

## Distribution
- Paul Newman (VF : Marc Cassot) : Hank Stamper
- Henry Fonda (VF : René Arrieu) : Henry Stamper
- Lee Remick (VF : Nicole Favart) : Viv Stamper, la femme de Hank
- Michael Sarrazin (VF : Philippe Ogouz) : Leo Stamper (Leland Stamper, en version originale)
- Richard Jaeckel (VF : Yves-Marie Maurin) : Joe Ben Stamper
- Linda Lawson : Jan Stamper, la femme de Joe Ben
- Cliff Potts : Andy Stamper
- Sam Gilman (VF : Claude Bertrand) : John Stamper
- Joe Maross (VF : Georges Atlas) : Floyd Evenwrite
- Lee de Broux : Willard Eggleston
- Jim Burk : Biggy Newton
- Roy Jenson : Howie Elwood
- Charles Tyner : Les Gibbons
- Hal Needham

## Production
En mai 1970, Richard Colla signe le contrat pour l’adaptation du roman Et quelquefois j'ai comme une grande idée (Sometimes a Great Notion) de Ken Kesey à l’écran, malgré Sam Peckinpah et Budd Boetticher qui s’intéressaient à ce projet. Cinq semaines après le début du tournage, Richard Colla abandonne le projet en raison de « différences artistiques par rapport au concept photographique » ainsi qu'une opération de la gorge exigée. En même temps, l’acteur Paul Newman s’est cassé la cheville et la production se voit arrêtée le 29 juillet 1970. En tant que producteur délégué, Paul Newman propose à George Roy Hill de remplacer Richard Colla, et celui-ci décline l’offre deux semaines après la reprise du tournage. Paul Newman le remplace donc en tant que réalisateur et acteur.
La communauté fictive de Wakonda est filmée dans plusieurs endroits dans le comté de Lincoln dans les côtes de l’Oregon, y compris Kernville ainsi que d’autres lieux où coule le fleuve de Siletz comme Yaquina Bay et Newport,.
La chanson thème du film All His Children, écrite par Alan et Marilyn Bergman et mise en musique par Henry Mancini, est interprétée par Charley Pride.

## Note et référence
1. 1 2  (en) Jeff Baker, « Matt Love revisits the summer of 1970, when the stars of 'Sometimes a Great Notion' mingled with the locals », sur The Oregonian, 19 mai 2012 (consulté le 26 avril 2019).
2. ↑  (en) Lloyd Paseman, « "Film manages to retain flavor of Kesey novel », sur Eugene Register-Guard, 27 décembre 1971 (consulté le 26 avril 2019).